# Ciprian Manolescu
Ciprian Manolescu (n. 24 decembrie 1978, Alexandria, Teleorman, România) este un fost olimpic român, participant la trei Olimpiade Internaționale de Matematică (cele din 1995, 1996 și 1997) , actual matematician și doctor în matematică român american, care face cercetare în domeniile gauge theory, symplectic geometry și low-dimensional topology. În prezent, este profesor de matematică la Universitatea statului California din Los Angeles. 

## Biografie
A terminat primele 8 clase la Școala nr. 11 Mihai Eminescu și liceul la Colegiul Național Ion Brătianu în Pitești. Și-a terminat studiile de licență și pe cele doctorale la Harvard University sub îndrumarea lui Peter B. Kronheimer. A fost câștigătorul Premiului Morgan, decernat de AMS-MAA-SIAM, în 2002. Lucrarea sa de licență a purtat titlul de Finite dimensional approximation in Seiberg–Witten theory, în timp ce lucrarea sa de doctorat a fost A spectrum valued TQFT from the Seiberg–Witten equations. 
Este printre puținele persoane care au primit Bursa Clay Research (2004–2008). 
În 2012 i s-a acordat unul dintre cele 10 premii ale Societății Europene de Matematică (European Mathematical Society) pentru lucrările sale în domeniul topologiei pentru dimensiuni reduse și în particular pentru rolul său în dezvoltarea homologiei Heegaard Floer combinatoriale.

## Competiții
Deține unele dintre cele mai mari recorduri în competiții matematice:
- Este singura persoana care a scris trei lucrări perfecte la Olimpiada Internațională de Matematică: Toronto, Canada (1995); Bombay, India (1996); Mar del Plata, Argentina (1997).
- S-a plasat printre primii 5 competitori ai Competiției Matematice William Lowell Putnam pentru studenți din ciclul de licență în 1997, 1998, and 2000 (ordinea primilor 5 rămâne secretă).